# Jacobitisme
El Jacobitisme era el moviment polític que intentava aconseguir la restauració als trons d'Anglaterra i Escòcia als membres de la Casa d'Estuard (fins i tot amb posterioritat a 1707 quan tots dos títols es van unir de facto en el tron del Regne Unit després de l'Acta d'Unió). El moviment rep el nom del catòlic rei Jaume II d'Anglaterra i VII d'Escòcia, destronat el 1688 i reemplaçat pel seu gendre protestant Guillem d'Orange, qui va regnar amb el nom de Guillem III d'Anglaterra i II d'Escòcia casat amb Maria Estuard, filla del mateix Rei Jaume II.
Després de la fugida del Rei Jaume a França a conseqüència de l'anomenada Revolució Gloriosa, va intentar en reiterades ocasions retornar al seu país. D'una banda, comptava amb el suport dels irlandesos per la seva afinitat religiosa, igual que diversos clans de les terres altes d'Escòcia. Tot just un any després de la seva sortida, tornà (ajudat per francesos i mercenaris catòlics) amb un exèrcit a Irlanda, però va ser derrotat l'1 de juliol del 1690 en la batalla del Boyne, Els irlandesos disposaven d'una excel·lent cavalleria que es va veure minvada per la forta superioritat artillera dels anglesos. El Rei Jaume derrotat es va veure obligat a tornar novament a França i va promoure una rebel·lió restauradora a Escòcia l'any 1715 que comptava amb una àmplia cobertura espanyola però aquesta flota va ser pràcticament destruïda durant una dura tempesta prop de Galícia, i els jacobites derrotats a la batalla de Glen Shiel, i després d'aquest fracàs es va instal·lar amb la seva família als Estats Pontificis, ja que França es va abstenir de seguir donant suport als seus esforços de restauració, perquè Lluís XV no desitjava un enfrontament amb Gran Bretanya per aquest motiu.
La causa va seguir provocant durant llargs anys pertorbacions de tota classe en la vida de la Gran Bretanya. Els escocesos partidaris del Rei Jaume II es van veure embolicats en una cruenta guerra civil, sent una de les principals raons naturalment la causa jacobita. No obstant això, els jacobites mai van poder consolidar en forma militar el gran suport que van trobar entre els països continentals. A la mort de l'últim hereu, el cardenal Enric IX, els drets dinàstics van ser rebuts per un parent llunyà, el rei Carles de Savoia.
Tots els homes pretendents al "Tron Unificat" van morir, de manera que l'herència jacobita es va perpetuar per llinatge femení.